# 阿尔内斯 (苏格兰)
阿尔内斯（英语：Alness(/ɔːlˈnɛs/)；苏格兰盖尔语：Alanais），是英国苏格兰高地行政区的一个城镇。总人口5,310（2011年）。